# Polubicze Dworskie (Lublin)
Polubicze Dworskie [pronunciación en polaco: /pɔluˈbʲit͡ʂɛ ˈdvɔrskʲɛ/] es un pueblo en el distrito administrativo de Gmina Wisznice, dentro del Distrito de Białun Podlaska, Voivodato de Lublin, en el este de Polonia. Se encuentra aproximadamente 10 kilómetros al oeste de Wisznice, 30 kilómetros al sur de Białun Podlaska, y 68 kilómetros al noreste de la capital regional, Lublin.